# Zscheckwitz

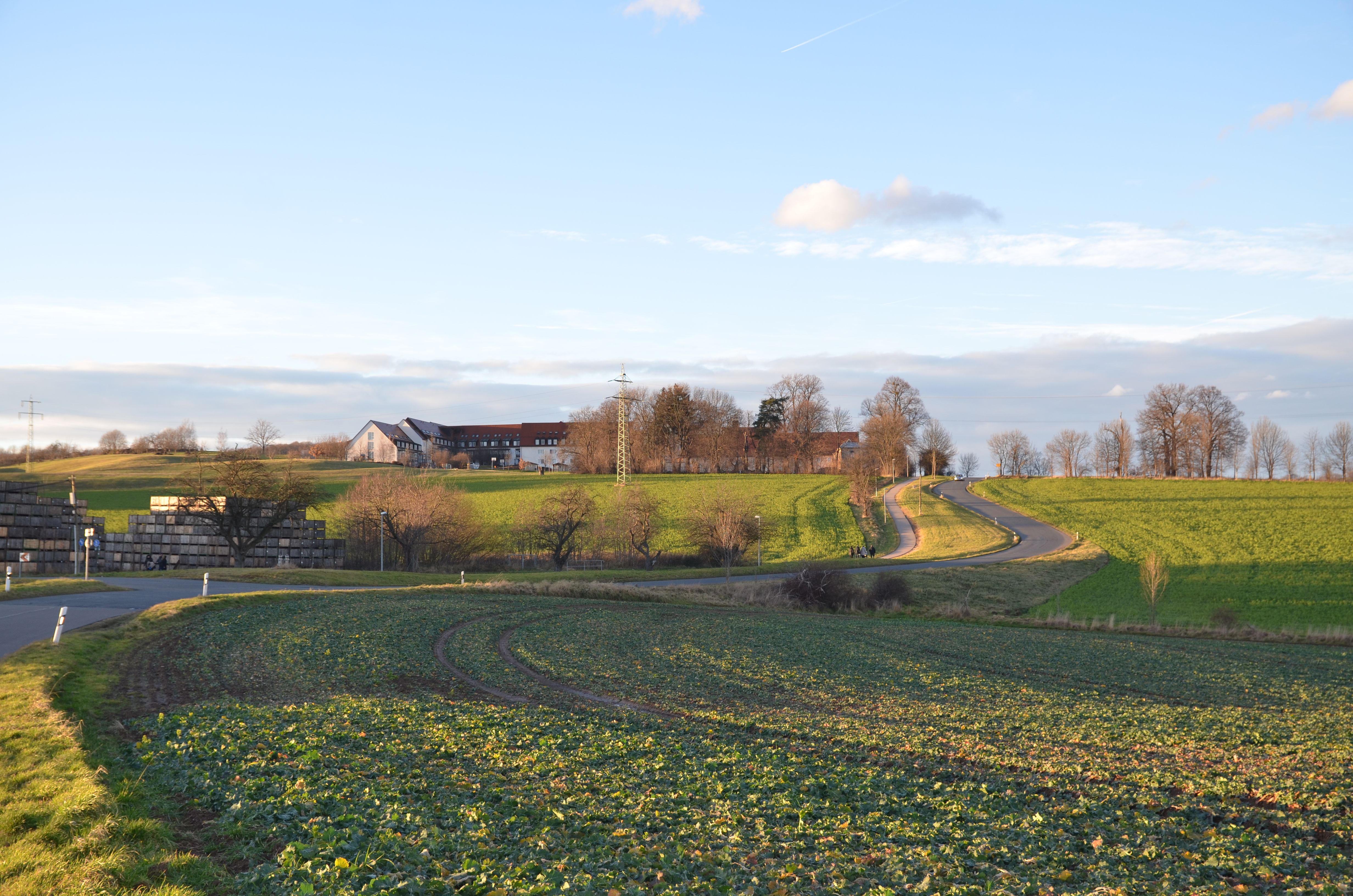
Zscheckwitz

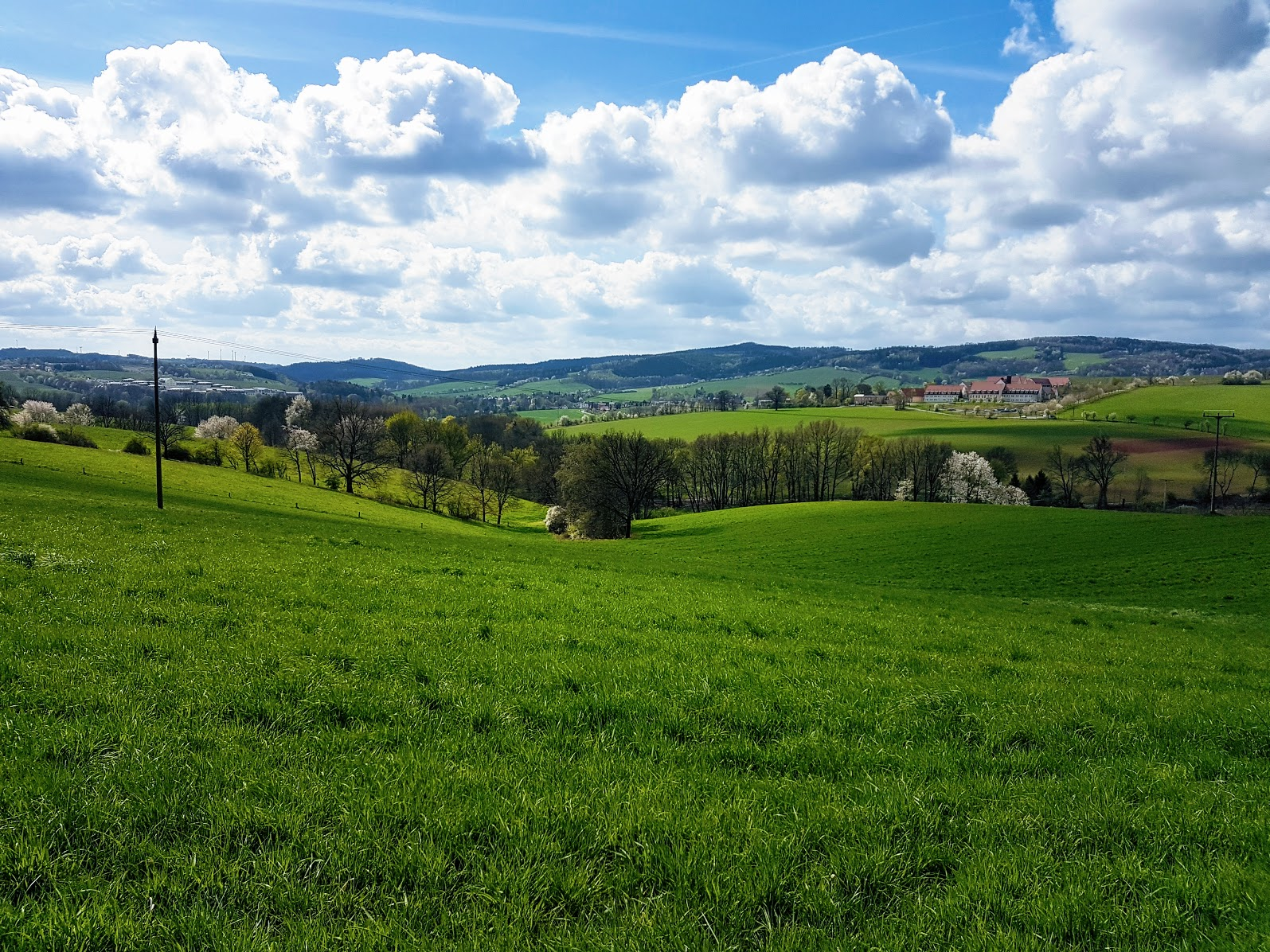
Zscheckwitz Blick von Theisewitz (2017)

Zscheckwitz ist ein Ortsteil der Gemeinde Kreischa im Landkreis Sächsische Schweiz-Osterzgebirge.

## Geografie

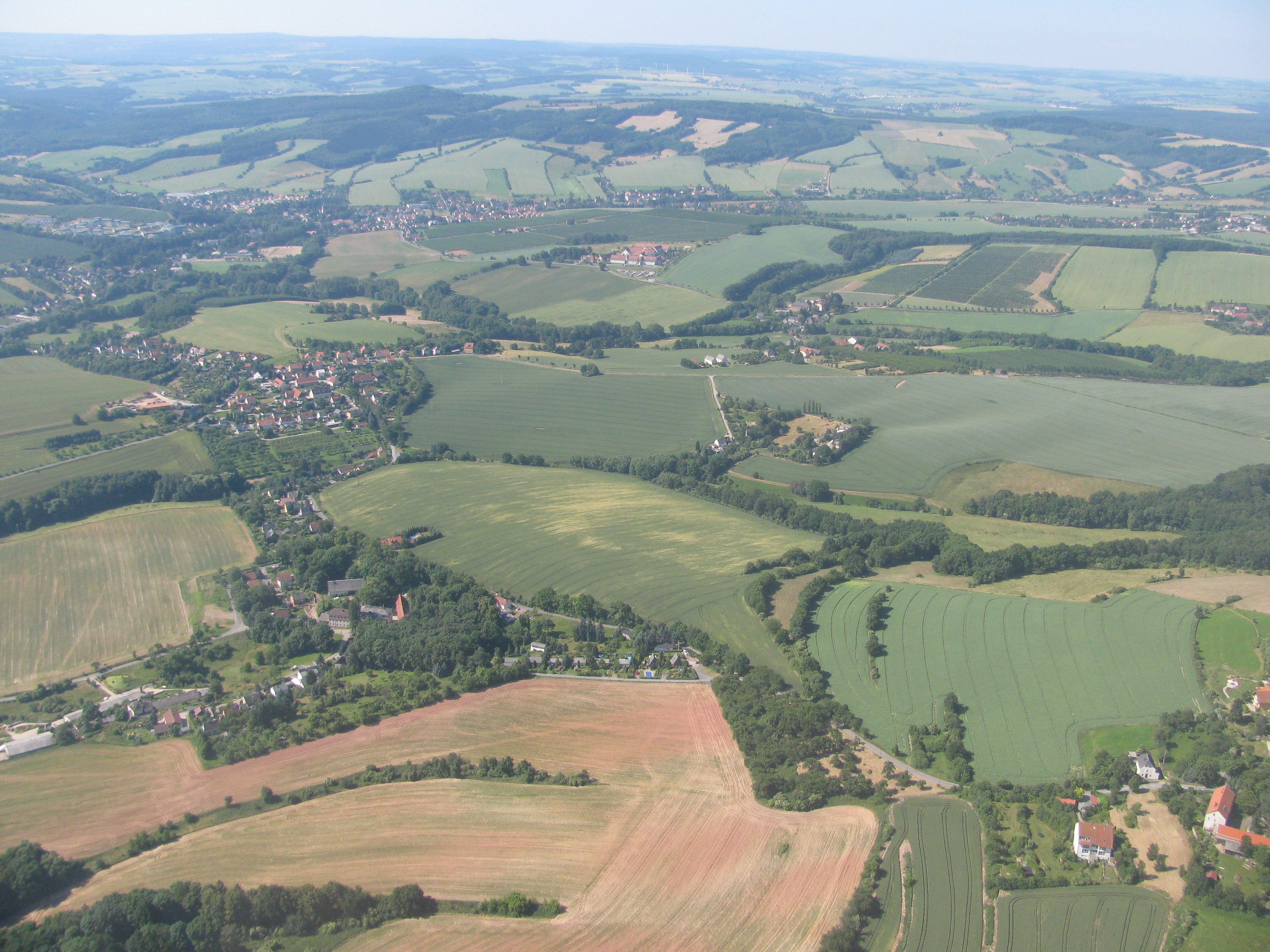
Luftbild aus nördlicher Richtung auf die Kreischaer Ortsteile: Zscheckwitz befindet sich in der Mitte der oberen Bildhälfte

Von Kreischa steigt nach Norden zu in welligem Gelände eine alte Straße über Zscheckwitz, Theisewitz und Brösgen nach Possendorf hinauf. Auf der ersten Erhebung liegt in 230 m ü. NN das Gut Zscheckwitz. Der Hang führt zu den Vollformen Spitzberg nordwestlich und zur Babisnauer Pappel nördlich von Zscheckwitz, welche den Rand des Kreischaer Beckens bilden.

### Nachbarorte
|               | Theisewitz                                  | Kautzsch |
| Kleincarsdorf | Kompassrose, die auf Nachbargemeinden zeigt | Gombsen  |
| Quohren       | Kreischa                                    |          |

## Geschichte
Bei Bauarbeiten wurden 1996 vorgeschichtliche Funde gemacht, die aufgrund des ausgehobenen Keramikbruchs eine Höhensiedlung bis in die Späte Bronzezeit zurück vermuten lassen.
Zscheckwitz wird 1216 erstmals als Seiskwitz (altsorb. Čižkovici = Leute des Čiž(e)k) urkundlich erwähnt. Im 15. und 16. Jahrhundert ist Scheckwitz oder Tscheckwitz ein wohlhabendes amtssässiges Rittergut von 79 ha Größe. Dem Gut unterstanden mehrere Häuser in Kautzsch und Quohren sowie das Vorwerk Laue, außerdem eine Mühle, eine Ziegelei und ein Steinbruch. 1834 waren ihm 446 Hörige mit 26 Hufen zugeordnet.

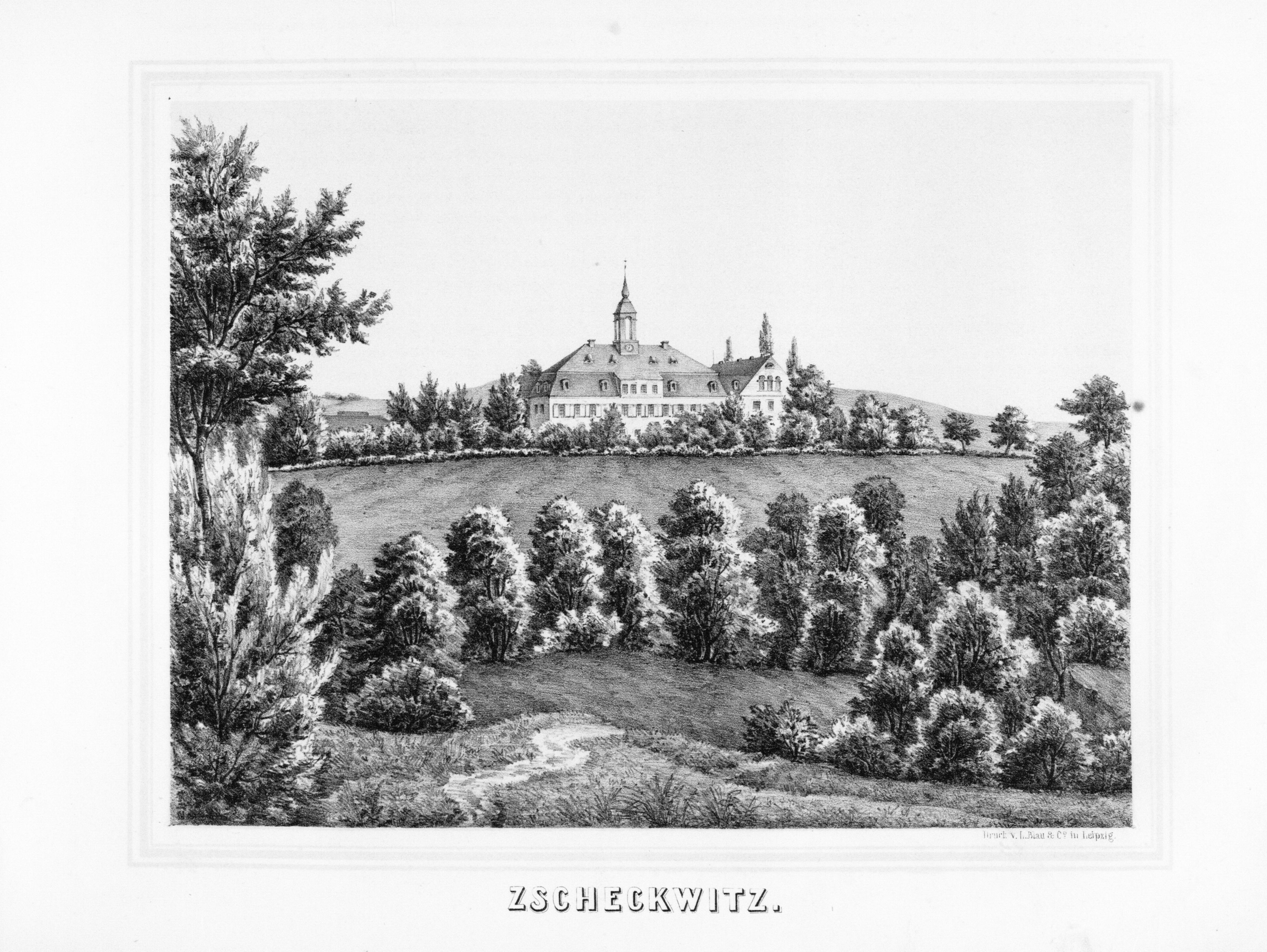
Gut Zscheckwitz zur Mitte des 19. Jahrhunderts

Zscheckwitz selbst blieb jedoch über die Jahrhunderte hinweg ein Einzelgut, d. h. um den Hof entstand nie eine Dorfanlage. Das jetzige Schlossgebäude stammt aus der ersten Hälfte des 18. Jahrhunderts. Der königliche und kurfürstliche Sekretär und Kammerarchivar Johann Friedrich Gerven beauftragte als Erb-, Lehn- und Gerichtsherr auf Zscheckwitz den Bau des Vierseithofes. Das Herrenhaus im ländlichen Barockstil schließt ein durch Dachhäuschen belebtes Kuppelwalmdach ab. In der Mitte des Firstes trug es einen achteckigen Uhrturm mit der verschieferten Zwiebelhaube, die schon von Weitem erblickt werden konnte.
Seit 1936 gehörte Zscheckwitz zu Theisewitz, 1973 erfolgte die Eingemeindung nach Kreischa. Das Gut wurde seit 1954 als Kuhstall und Lagerstätte von der LPG Fortschritt Kleincarsdorf genutzt. 1995 erwarb die Klinik Bavaria das Gehöft. Im Jahr darauf entstand westlich des historischen Gutskomplexes ein Neurologisches Rehabilitationszentrum für Kinder und Jugendliche, das ab Juli 1997 Patienten aufnahm.

### Entwicklung der Einwohnerzahl
- 1834: 24
- 1875: 21
- 1925: 25 Ev.-luth., 12 Kath.[4]